# Link (singolo)
Link è un brano musicale del gruppo musicale giapponese de L'Arc~en~Ciel, pubblicato come primo singolo estratto dall'album Kiss, il 20 luglio 2005. Il singolo ha raggiunto la seconda posizione della classifica Oricon dei singoli più venduti in Giappone, rimanendo in classifica per quattordicini settimane e vendendo 235 751 copie. Il brano è stato utilizzato come sigla di apertura del film d'animazione Fullmetal Alchemist: Il conquistatore di Shamballa.

## Tracce
CD Singolo KSCL-833
1. Link
2. Promised land 2005
3. Link (hydeless version)
4. Promised land 2005 (TETSU P'UNK vocalless version)
5. Promised land 2005 (TETSU P'UNKless version)

Durata totale: 23:15

## Classifiche
| Classifica (2005) | Posizione più alta |
| ----------------- | ------------------ |
| Giappone (Oricon) | 2                  |